# 钓樟小煤炱
钓樟小煤炱（学名：Meliola linderae）是属于小煤炱目小煤炱科小煤炱属的一种真菌，寄生在樟科植物上。该种分布于中国、印度。